# Saint-Léon, Lot-et-Garonne
Saint-Léon là một xã của tỉnh Lot-et-Garonne, thuộc vùng Nouvelle-Aquitaine, tây nam nước Pháp.